# Клик, Шэннан
Шэннан Клик (англ. Shannan Click; род. 17 ноября 1983, Сан-Димас) — американская топ-модель. Многократно снималась для обложки журнала Vogue, в 2008, 2009 и 2010 годах принимала участие в показах Victoria's Secret.
Родилась в небольшом городе Сан-Димас, Калифорния. Во время отдыха в Хантингтон-Бич её заметил модельный агент. Первым показом Клик была демонстрация молодёжной линии бренда GUESS? в 2003 году. В 2005 году начала международную модельную карьеру. Среди домов мод, на чьих показах она дефилировала, были Miu Miu, Prada, Alexander McQueen, Luella Bartley, Chanel, Dolce & Gabbana, Dsquared2, Mango, Kenzo, Krizia, La Perla, Lacoste, Lanvin, Louis Vuitton, Massimo Rebecchi, Moschino, Ohne Titel и другие.
Из недавних контрактов модели можно выделить сотрудничество с брендами Pepe Jeans, GAP и Tommy Hilfiger, а также рекламные контракты с Levi's, Emporio Armani, H & M, Dolce & Gabbana, Burberry и Christian Dior.
В различное время появлялась на обложках Vogue (2005–2007 — Италия, 2006 — Япония, 2008 и 2010 — Германия, 2010 — Франция) и Elle (Россия) 2009 год.

## Личная жизнь
С 2011 года Шэннан состоит в браке с актёром Джеком Хьюстоном (род.1982). У пары есть дочь — Сейдж Лавиния Хьюстон (род.06.04.2013).